# 育婴奇谭
（上海公映時譯《春閨風韻》）是一部1938年的美國脫線喜劇電影，由侯活·鶴士执导，主演是嘉芙蓮·協賓和加利·格蘭。雷電華電影公司負責上映。本片讲述了一名生物学家与一名有些神经质且带着一只名叫“baby”的豹之女子相遇后的倒霉事。劇本由杜德利·尼可斯和哈格爾·魏爾德編寫，改編自魏爾德於1937年4月10日刊登在《Collier's Weekly》雜誌的短篇小說。
该片上映时遭遇票房惨败，但随着时间的推移，逐渐被承认为喜剧电影的经典。
評論指出譯名「育嬰奇譚」毫無出處、大錯特錯。原片名中的「baby」，非指嬰兒，而是一隻豹。上海、香港都曾公映此片，上海片名為「春閨風韻」；香港片名「小豹媒人」簡單扼要點明男女主角之間因動物而產生的奇妙緣分，遠比「育嬰奇譚」合理。

## 演員
- 加利·格蘭 飾 Dr. David Huxley（又名Mr. Bone）
- 嘉芙蓮·協賓 飾 Susan Vance
- 梅·羅布森（英语：May Robson） 飾 Elizabeth Carlton Random
- 查理·拉格爾斯（英语：Charlie Ruggles） 飾 Major Horace Applegate
- 沃爾特·卡特列特（英语：Walter Catlett） 飾 Constable Slocum
- 巴里·菲茨傑提德（英语：Barry Fitzgerald） 飾 Aloysius Gogarty
- Fritz Feld（英语：Fritz Feld） 飾 Dr. Fritz Lehman
- Virginia Walker 飾 Alice Swallow
- 喬治·艾爾文（英语：George Irving (American actor)） 飾 Alexander Peabody
- 萊昂納·羅伯茲（英语：Leona Roberts） 飾 Hannah Gogarty
- Tala Birell（英语：Tala Birell） 飾 Mrs. Lehman
- 約翰·凱利（英语：John Kelly (actor)） 飾 Elmer

未掛名
- D'Arcy Corrigan（英语：D'Arcy Corrigan） 飾 LaTouche教授
- 比利·貝文（英语：Billy Bevan） 飾 Tom
- 比利·弗蘭迪（英语：Billy Franey） 飾 劊子手
- 迪克·蓮恩（英语：Richard "Dick" Lane） 飾 馬戲團經理
- 沃德·邦德（英语：Ward Bond） 飾 電單車警察
- 傑克·卡森（英语：Jack Carson） 飾 馬戲團雜工

動物
- Skippy（英语：Skippy (dog)） 飾 George，Mrs. Random的狗
- Nissa 飾 Baby和馬戲團豹

## 外部連結
- 互联网电影数据库（IMDb）上《育婴奇谭》的资料（英文）